# رسوخ الأحبار
رسوخ الأحبار في منسوخ الأخبار
كتاب في علم الناسخ والمنسوخ في الحديث النبوي الشريف، وهو من تأليف الإمام برهان الدين الجعبري إبراهيم بن عمر بن إبراهيم الجعبري الخليلي الشافعي (640 - 732 هـ)

## موضوع الكتاب
موضوع النسخ من الموضوعات الدقيقة والخطيرة التي شغلت العلماء قديمًا وحديثًا؛ لأنه من الموضوعات التي كثر الجدال والنزاع فيها.
وعلمُ الناسخ والمنسوخ من العلوم الهامة اللازمة لكل من يريد تعلم العلوم الشرعية، ومعرفته شرط من شروط الفتوى والاجتهاد، فمعرفة الناسخ والمنسوخ ركن عظيم في فهم الأحكام الشرعية، ومعرفة الحلال والحرام.
وقد تناول العلماء موضوع النسخ – بشطريه في القرآن الكريم والسنة النبوية – بالتأليف، فأُلّفتْ كتب في ناسخ القرآن ومنسوخه خاصة، كما أُلّفت كتبٌ أخرى في ناسخ الحديث النبوي ومنسوخه خاصة، ومن العلماء من جمع بينها معًا، إلى جانب عناية علماء الأصول بهذا الفن في كتبهم وعلماء الحديث النبوي والتفسير والفقه.

## لمحة عن الكتاب
كتاب (رسوخ الأحبار في منسوخ الأخبار) يعالج مسألة الناسخ والمنسوخ في السنة النبوية الشريفة، فهو يورد الأحاديث التي ذكر العلماء أنها منسوخة والأحاديث الناسخة لها.
وقد رسم المؤلف لنفسه في هذا الكتاب منهجًا سار عليه في تدوين المعلومات، وقد سلك فيه مسلك الإيجاز والاختصار ومنهجه هذا وأسلوبه هو الأسلوب الذي درج عليه كثير من علماء عصره من الفقهاء والمحدثين والأصوليين وغيرهم من المؤلفين.
وقد جمع في هذا الكتاب بين طريقة الفقهاء والمحدثين والأصوليين، ولم يلتزم بمنهج المحدثين فقط كغيره من المتقدمين الذين كتبوا في ناسخ الحديث ومنسوخه قبله، فهو لم يذكر الأحاديث بأسانيدها؛ ولكن قد يكون له عذر في هذا لأن كثيرًا من المتأخرين في عصره لم يعد لديهم الاهتمام بذكر الأسانيد لطول سلسلة رجال الإسناد وعدم ضبط الرواة المتأخرين، فقد اكتفى المؤلف بالعزو إلى الأمهات من كتب السنة المشهورة؛ كالصحاح والسنن وغيرها.
كما أنه لم يسلك أيضًا طريقة علماء الأصول في ترتيب مسائل النسخ في المقدمة التي عملها وجعلها مدخلًا للكتاب – وهي مقدمة كلها مباحث أصولية في النسخ –، ولم يسلك أيضًا طريقة الفقهاء في تلك المسائل الفقهية والخلافية التي ذيَّل بها في آخر المسائل الواردة في النسخ، فهو يورد المذاهب المختلف من القول بالنسخ أو عدمه بأدلتها، ثم يبين الصواب أو الحق من ثبوت النسخ أو عدم ثبوته.
وبهذا العمل جاء الكتاب جيدًا في بابه، حيث جمع مادة حديثية وأصولية وفقهية مبتكرة، ونظمه تنظيمًا تصاعديًا، فجعل كل موضوع مدخلًا لما بعده من المواضيع، فبدأ بذكر المقدمة وهي هامة ومفيدة، وتعتبر مدخلًا لمعرفة محتوى الكتاب، فقد استمدها المؤلف من كتب الأصول وقواعد هذا الفن، وبعد المقدمة، رتّب المؤلف كتابه هذا على نسق ترتيب كتب الفقه، وتبع في الغالب ترتيب فقهاء الشافعية في ترتيب الأبواب وعناوين المواضيع الفقهية، مشيرًا إلى ذلك في مقدمته بأنه أسهل للباحث للوقوف على المسائل والاستفادة منها.
هذا وقد اعتنى المصنف بهذا الكتاب، فذيَّله بذكر فوائد وتنبيهات مفيدة في بعض الأحكام وقضايا النسخ في آخر معظم المسائل، شارحًا بعض الكلمات الغريبة والمفردات، مبيّنًا بعض الأماكن الواردة في ألفاظ الحديث، مصرحًا بذكر أسماء الأعلام ممن نقل مذاهبهم من الصحابة والتابعين والأئمة وغيرهم ممّن لهم آراء واردة في قضايا الناسخ والمنسوخ، ومصرحًا ببعض أسماء الكتب المؤلفة، ومرجحًا في بعض الأحيان بين هذه المذاهب، مختارًا منها ما ظهر له أنه الصواب.

## طبعات الكتاب
للكتاب طبعتان محققتان:

### طبعة د. حسن محمد مقبولي الأهدل

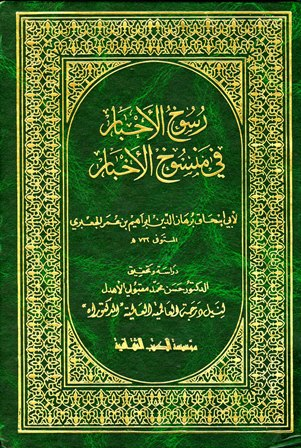
كتاب رسوخ الأحبار في منسوخ الأخبار طبعة د. حسن محمد مقبولي الأهدل

فقد قام د. الأهدل – - تحقيق هذا الكتاب للحصول على شهادة الدكتوراه من الجامعة الإسلامية في المدينة المنورة، وذلك في سنة (1405ه/1985م)، وقد صدرت الطبعة الأولى للكتاب بتحقيق د. الأهدل عن مؤسسة الكتب الثقافية في بيروت – لبنان وعن مكتبة الجيل الجديد في صنعاء – اليمن، سنة (1988 م)، وهي منشورة على شبكة (النت).
والكتاب يقع في مجلد واحد ويتكون من (574) صفحة.

### طبعة د. بهاء محمد الشاهد

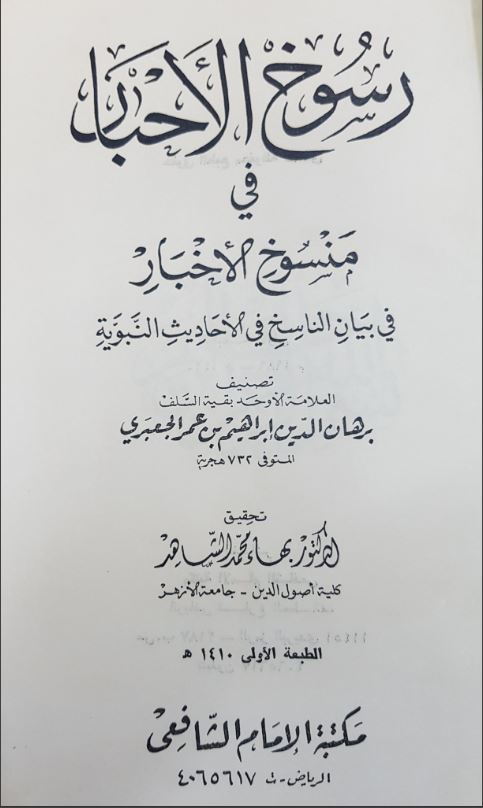
رسوخ الأحبار في منسوخ الأخبار طبعة د. بهاء محمد الشاهد

وقد صدرت هذه الطبعة بتحقيق «د. بهاء محمد الشاهد» عن مكتبة الإمام الشافعي في الرياض، سنة (1989م، 1410 هـ)، في (318) صفحة.

## مخطوطات الكتاب
لم يذكر الفهرس الشامل للتراث العربي الإسلامي المخطوط سوى نسخة مخطوطة واحدة للكتاب، وهي موجودة في: المكتبة التيمورية، وهي في مجلد واحد، وتاريخ نسخها سنة (713 هـ).
وهي النسخة التي اعتمد عليها د. الأهدل في تحقيقه للكتاب، وذكر في مقدمة تحقيقه للكتاب أنه بحث كثيرًا عن نسخة أخرى فلم يجد، حتى أصبح من المقطوع به لديه بأنه لا توجد للكتاب نسخ أخرى.

## كتب متعلقة برسوخ الأحبار
•	كتاب (دعوى النسخ في الحديث النبوي الشريف عند الأئمة، الأثرم وابن شاهين، والحازمي، وابن الجوزي والجعبري، دراسة نقدية ومقارنة)
وهذا الكتاب عبارة عن رسالة دكتوراه أعدّها الباحث (د. إسماعيل محمد أمين)، الأستاذ المساعد في قسم الحديث وعلومه بكلية أصول الدين، وقد نوقشت هذه الرسالة عام (2012 م) في قسم الحديث وعلومه بكلية أصول الدين بالجامعة الإسلامية العالمية في (إسلام آباد/ الباكستان)، وكانت بإشراف الأستاذ الدكتور (فتح الرحمن القرشي) – رئيس القسم الحديث وعلومه –، وجاءت الرسالة في (713) صفحة، وهي متاحة للتحميل عن (النت) في موقع (الباحث العلمي، قسم الكتب).

## روابط خارجية
رسوخ الأحبار طبعة د. حسن محمد مقبولي الأهدل
كتاب دعوى النسخ في الحديث النبوي الشريف عند الأئمة، الأثرم وابن شاهين، والحازمي، وابن الجوزي والجعبري